# Hwajeon
Hwajeon (화전; 花煎), ou bolo de flores, é um pequeno bolo coreano de arroz frito. É feito de farinha de arroz glutinosa, mel e pétalas comestíveis de flores sazonais, como o rododendro. É consumido durante os festivais de Samjinnal e do Aniversário de Buda.

## Etimologia
A palavra hwajeon (화전; 花煎) é um substantivo composto feito do caractere hanja hwa (화; 花), que significa "flor", e o caractere jeon (전; 煎), que significa "uma frigideira". Os sinônimos kkot-bukkumi (꽃지지미) e kkot-jijimi (꽃지지미) também são compostos da palavra nativa coreana kkot (꽃), que significa "flor", e bukkumi (부꾸미), que significa "bolo de arroz frito "; ou kkot (꽃) e jijimi (지지미), que significa "panqueca".